# Flathub
Flathub ist eine Plattform zum transparenten und regelbasierten Bauen von Flatpak-Paketen, die anschließend in einem zentralen Repository zur Verfügung gestellt und auf der Website angezeigt werden, womit es die Funktion eines App Store übernimmt. Durch die Distribution-agnostische Arbeitsweise stellt eine Veröffentlichung des Programms anschließend dem gesamten Linux-Ökosystem zur Verfügung. Die Manifest-Dateien werden auf GitHub verwaltet. Das Projekt wird seitens Gnome und KDE forciert. Ziel ist es, Flathub durch eine unabhängige Non-Profit-Organisation zu betreiben.

## Bezahlvorgang
Erklärtes Ziel war es, Software nicht nur kostenlos anzubieten, sondern eine Bezahlfunktion zu implementieren. Die Firma Codethink wurde damit beauftragt Zahlungsdienstleister zu integrieren, während parallel an einem System zu Verifizierung der Anbieter gearbeitet wurde. Die Entwicklung wurde durch die Gnome Foundation finanziell unterstützt.